# Victor Hackman
Victor Axel Hackman, född 27 april 1866 i Viborg, död 26 november 1941 i Helsingfors, var en finländsk geolog. Han var brorson till Wihelm Hackman , bror till Alfred Hackman och Oskar Hackman samt far till Walter Hackman.
Hackman genomförde 1891, tillsammans med Wilhelm Ramsay, en expedition till Kolahalvön och blev filosofie licentiat 1894 på avhandlingen Petrographische Beschreibung des Nephelinsyenites vom Umptek und einiger ihn begleitenden Gesteine. Hackmandalen är en djupt skuren dal på sydsidan av berget Yuksporr på Kolahalvön i norra Ryssland som namngavs efter Viktor A Hackman av den ryske mineralogen Alexander von Fersmann. Hackman var 1899-1912 docent i mineralogi och petrografi vid Helsingfors universitet, från 1902 geolog vid Geologiska kommissionen, 1924-35 statsgeolog och tilldelades 1936 professors titel. Han ägnade sig främst åt petrografiska och kvartärgeologiska frågor inom Finlands geologi.